# Château de Alfofra
Le château de Alfofra est un château médiéval perché sur une colline abrupte principalement sur la commune de Confrides (avec une petite partie sur la commune Benifato) dans la province d'Alicante dans la Communauté valencienne en Espagne.

## Protection
Le château fait l’objet d’un classement en Espagne au titre de bien d'intérêt culturel depuis le 25 juin 1985.